# Maduresi

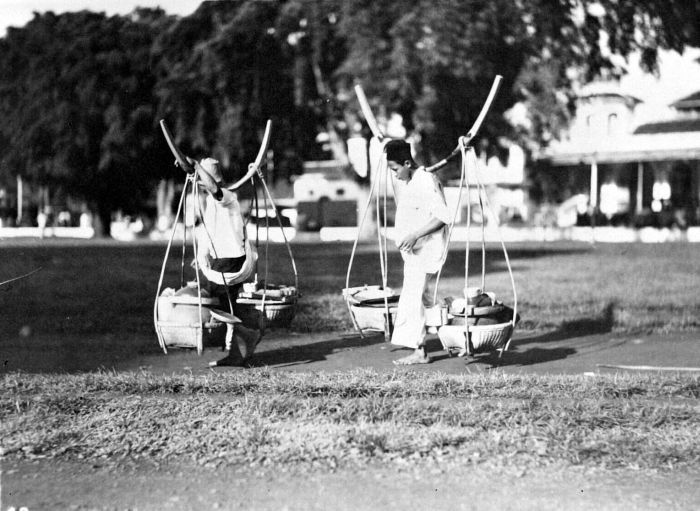
Venditori di cibo maduresi durante il periodo coloniale

I maduresi conosciuti in indonesiano anche come orang madura e suku madura, sono un gruppo etnico originario dell'isola di Madura ora presenti in molte parti dell'Indonesia, dove sono il terzo gruppo etnico per numerosità.
La maggior parte dei maduresi è di religione islamica e usa la lingua madurese.
I maduresi islamici sono affiliati con Nahdlatul Ulama, un'organizzazione musulmana indonesiana moderata.

## Migrazione

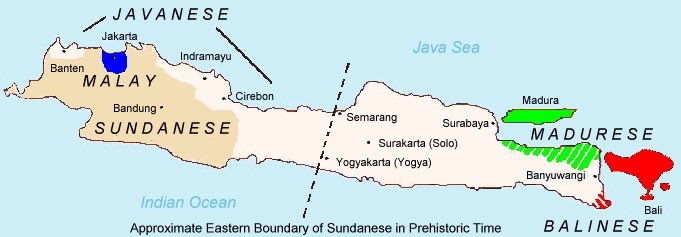
Distribuzione dei maduresi in verde